# Estación de Villaverde de los Cestos
Villaverde de los Cestos es un apeadero ferroviario situado en el municipio español de Castropodame en la provincia de León, comunidad autónoma de Castilla y León. Hasta 2013 disponía de servicios de Media Distancia operados por Renfe.

## Situación ferroviaria
La estación se encuentra en el punto kilométrico 243,900 de la línea férrea de ancho ibérico que une León con La Coruña a 587 metros de altitud, entre las estaciones de Bembibre y San Miguel de las Dueñas. El tramo es de vía única y está electrificado.

## Historia
La estación fue abierta al tráfico el 4 de febrero de 1882 con la puesta en marcha del tramo Ponferrada-Brañuelas de la línea que pretendía unir Palencia con La Coruña. Los casi catorce años que separan la apertura de este tramo del anterior entre Brañuelas y Astorga dejan patente las dificultades encontradas para dar con un trazado cuyo desnivel fuera asumible por las locomotoras de la época. Las obras corrieron a cargo de la Compañía de los Ferrocarriles de Asturias, Galicia y León o AGL creada para continuar con los proyectos iniciados por la Compañía del Ferrocarril del Noroeste de España y gestionar sus líneas. En 1885, la mala situación financiera de AGL tuvo como consecuencia su absorción por parte de Norte. En 1941, la nacionalización del ferrocarril en España supuso la desaparición de esta última y su integración en la recién creada RENFE. 
Desde el 31 de diciembre de 2004 Renfe Operadora explota la línea mientras que Adif es la titular de las instalaciones ferroviarias.
El apeadero consta de un único andén al que da servicio la vía general de la línea León - La Coruña, contando únicamente con piezas de mobiliario (cartelería, tablón de horarios y papelera) sobre la plataforma.
En junio de 2013, tras la entrada en vigor de los servicios designados como OSP (Obligación de Servicio Público), dejaron de efectuar parada en el apeadero los trenes regionales que lo hacían hasta la fecha.

## Servicios ferroviarios
La estación no dispone de servicio  de viajeros desde 2013.